# Adolf Marks
Adolf Marks (in tedesco: Marx) (in russo Адо́льф Фёдорович Маркс?, Adól’f Fëdorovič Marks); Stettino, 2 febbraio 1838 – San Pietroburgo, 4 novembre 1904) è stato un editore tedesco naturalizzato russo, noto soprattutto come editore del settimanale "Níva".

## Biografia
Adolf Marx nacque a Stettino in una famiglia di artigiani; suo padre Friedrich era costruttore di orologi da torre. Dopo aver terminato gli studi medi, nel 1854 cominciò a lavorare dal libraio-editore Hinstorff di Wismar. Nel 1859 si trasferì in Russia, a San Pietroburgo, dapprima alle dipendenze della ditta Bietepage & Kalugin per il commercio di libri in lingua tedesca, poi nel reparto della stampa estera della Libreria Moritz Wolf, "una delle migliori librerie di San Pietroburgo". Dopo un breve periodo come redattore capo dell'ufficio stampa della Grande Compagnia Ferroviaria Russa per la costruzione della ferrovia San Pietroburgo-Varsavia], nel 1869 Marks decise di fondare una propria casa editrice a San Pietroburgo.

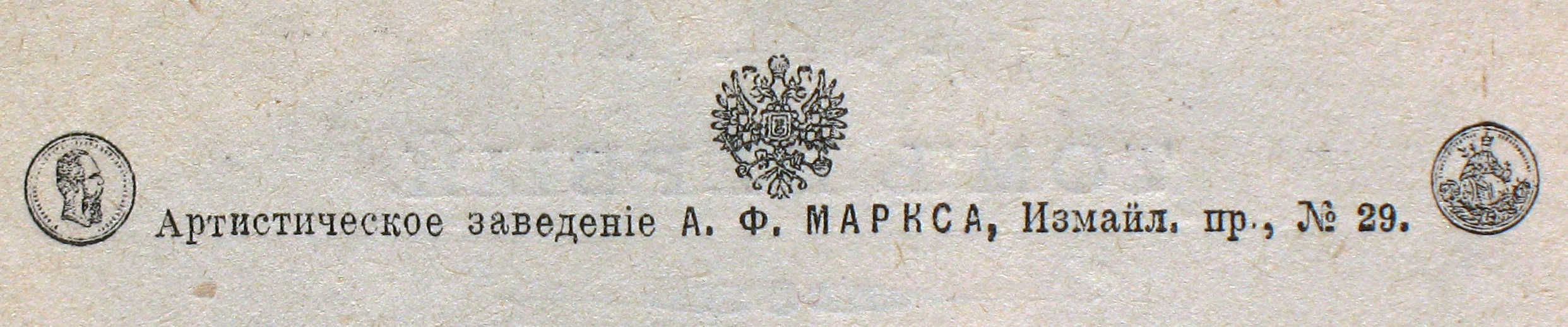
Marchio della casa editrice A. F. Marks

Nel 1870 ha fondato il settimanale di letteratura, arte e storia,Niva, l'attività per la quale è ricordato maggiormente la rivista settimanale per la quale è meglio conosciuto. La rivista ebbe un enorme successo; nel 1904, anno della morte di Marks, la tiratura media era di 254 000 copie. Fondò inoltre una grande casa editrice che ebbe il merito di pubblicare le opere di decine di autori russi o di far conoscere in Russia le opere di numerosi autori occidentali. Nel 1897 Marks ottenne un titolo nobiliare russo. Dopo la sua morte la casa editrice fu trasformata in una società per azione chiamata «in russo Товарищество издательского и печатного дела А. Ф. Маркс?, Tovariŝestvo izdatel’skogo i pečatnogo dela A. F. Marks» (Società editrice e grafica AF Marks SpA). Nel 1914 l'azionista di maggioranza divenne l'editore Sytin, ma nel 1917 divenne proprietà dello stato sovietico, il quale tuttavia permise il mantenimento del marchio.